# Xian de Yongshun
Le xian de Yongshun (chinois simplifié : 永顺县 ; chinois traditionnel : 永順縣 ; pinyin : yǒngshùn xiàn) est un district administratif de la province du Hunan en Chine. Il est placé sous la juridiction de la préfecture autonome tujia et miao de Xiangxi.

## Démographie
La population du district était de 482 624 habitants en 1999.

## Sites touristiques

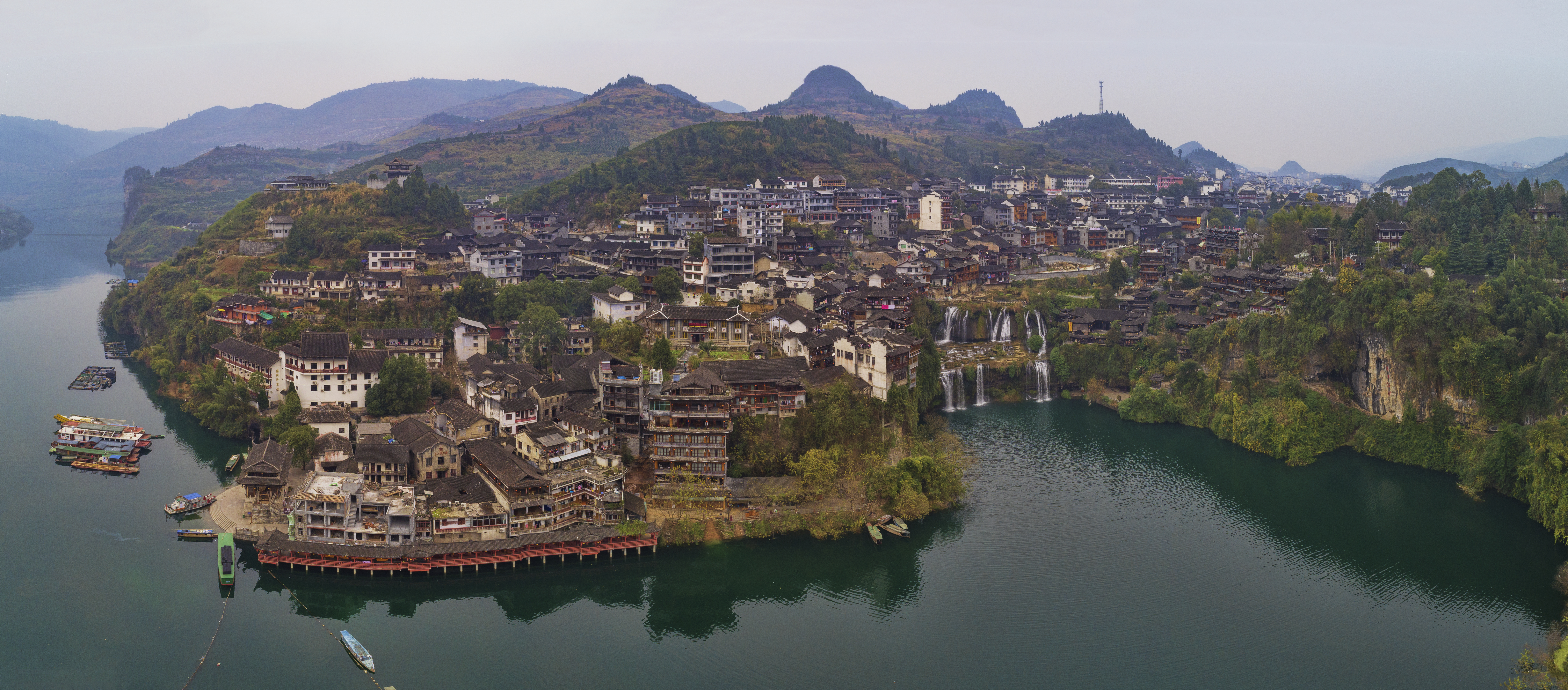
Furong

- Le bourg de Furong, au bord du You Shui (autrefois appelé You Xi), dont le centre-ville est traversé par des cascades qui se déversent dans cette rivière.